# Escuela Universitaria de Ingeniería Técnica Forestal (Universidad Politécnica de Madrid)
La Escuela Universitaria de Ingeniería Técnica Forestal (EUITF) fue una de las escuelas pertenecientes a la Universidad Politécnica de Madrid. Estaba situada en la Ciudad Universitaria de Madrid, junto a la ETSI Montes.

## Historia
La Ley de Ordenación de las Enseñanzas Técnicas, de 20 de julio de 1957, dio origen a la Escuela Técnica de Peritos de Montes. Más adelante, en 1964, esta se reconvirtió en la EUITF.

## Extinción de la EUITF
En 2009, tras la implantación de los estudios marcados por el Espacio Europeo de Educación Superior (EEES), se acordó la unión de la EUITF y la Escuela Técnica Superior de Ingenieros de Montes (ETSIM), creándose una nueva institución donde se impartirían las nuevas enseñanzas de grado y máster, además de los correspondientes doctorados. Ambas dejarían de existir como tales al finalizar la docencia de los últimos alumnos de los anteriores planes de estudio. En 2011 se acordó que el nuevo centro se denominaría Escuela Técnica Superior de Ingeniería de Montes, Forestal y del Medio Natural.